# Distrito de Lámud
El distrito de Lámud es uno de los veintitrés que conforman la provincia de Luya, ubicada en el departamento de Amazonas en el Norte del Perú. Limita por el Norte con el distrito de San Cristóbal; por el Este con la provincia de Bongará y la provincia de Chachapoyas; por el Sur con el distrito de Luya y el distrito de Trita y; por el Oeste también con el distrito de Luya.
Desde el punto de vista jerárquico de la Iglesia católica forma parte del Diócesis de Chachapoyas.

## Historia
El Distrito de Lámud fue creado mediante Ley s/n del 5 de febrero de 1861, en el gobierno del presidente Ramón Castilla.

## Geografía
Abarca una superficie de 69,49 km² y tiene una población proyectada al 2012 de 2386 (fuente INEI).
- Densidad poblacional: 34,34 hab/km²

Su capital es la ciudad de Lámud.

### Pueblos y caseríos del distrito de Lámud
| - Lámud - Tingurbamba - El Mito - Corredor - Chichita - Quilaylon - Tozan | - Tinta - Vaquin - Cuemal - Cuelon - Rongay - Chilmal - Cushpaurco |

## Autoridades

### Municipales
- 2015 - 2018[2]
  - Alcalde: Grimaldo Vásquez Tan, del movimiento Obras por Amazonas.
- 2011 - 2014
  - Alcalde: Grimaldo Vásquez Tan, del Movimiento Regional Fuerza Amazonense (FA).

### Policiales
- Comisario:  PNP Wilmer Torres.

### Religiosas
- Obispo de Chachapoyas: Monseñor Emiliano Antonio Cisneros Martínez,.[3]
- Párroco de Lámud
  - 2019. Pbro. Liborio Cubas Gonzalez

## Festividades
Las fiestas patronales de Lámud se celebran el 14 de septiembre, día de la fiesta del Señor de Gualamita, advocación muy venerada en la zona y es visitada por más de 10 000 devotos.
Los platos típicos son el Purtumute, el Locro, el Cuy con papas entre otros.
En este distrito el Proyecto de Manejo Adecuado de Recursos Turísticos con Participación Comunal (Promartuc) ha puesto en marcha, desde junio del 2007, una planta de industria alimentaria, donde se produce vinos, así como fideos, mermeladas que son ofrecidos en la comunidad.